# Avenue

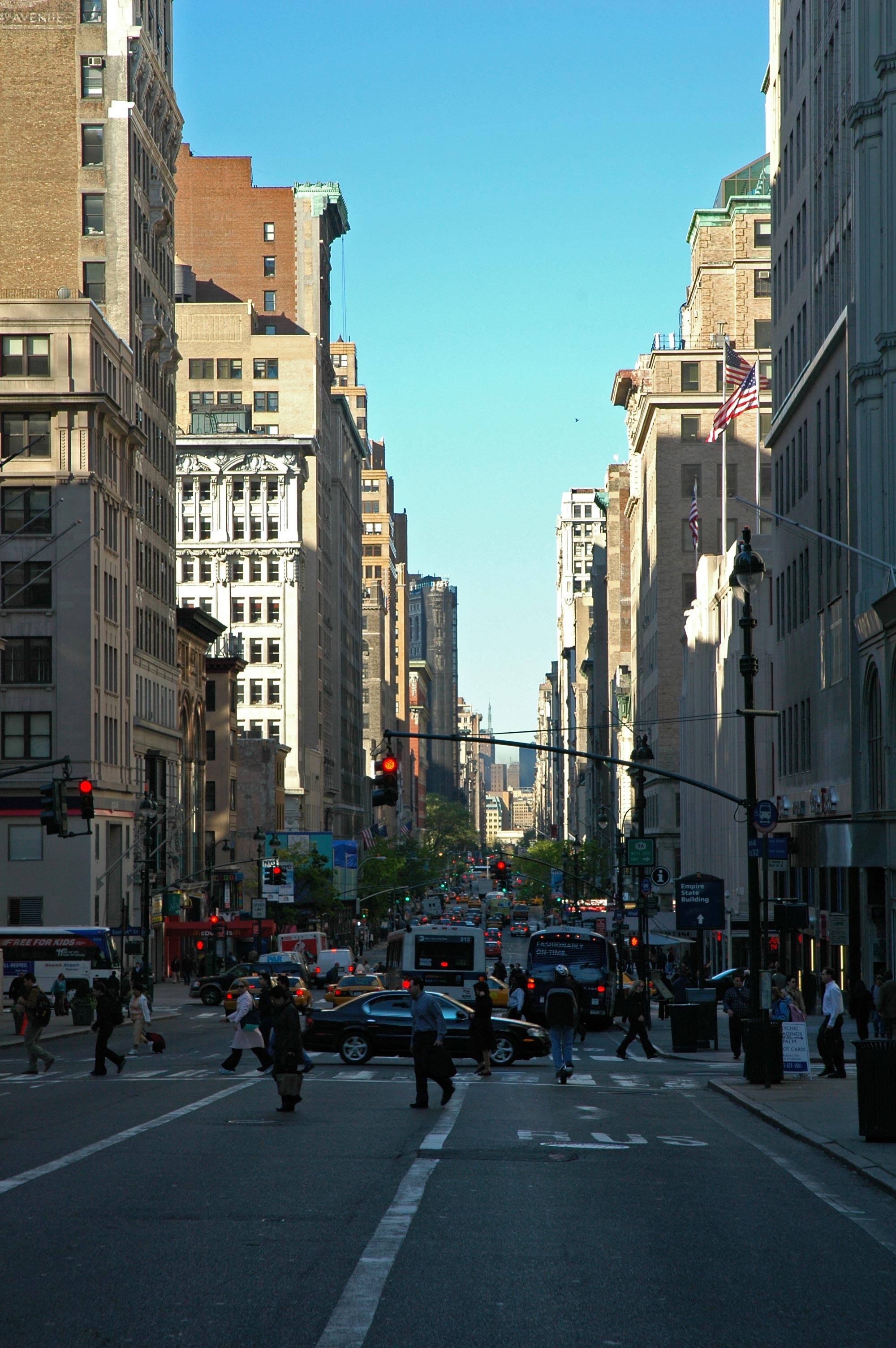
La Fifth Avenue a New York

Negli Stati Uniti d'America e soprattutto nella città di New York, una avenue, anticamente italianizzata con avvenuta, rappresenta una strada che percorre una città longitudinalmente, intersecandosi con le street. Si forma così un reticolato che ha origini nel lontano passato, precisamente nell'Antica Roma, dove le strade si chiamavano cardi e decumani. La forma abbreviata in uso comune è "Ave".
Nel distretto di Manhattan, New York, ci sono molte avenue. Le più famose sono la Quinta Strada, universalmente conosciuta anche con il nome inglese Fifth Avenue; Broadway, strada che percorre longitudinalmente tutta l'isola di Manhattan, e Central Park West, nell'Upper West Side.